# Bell (bei Mendig)

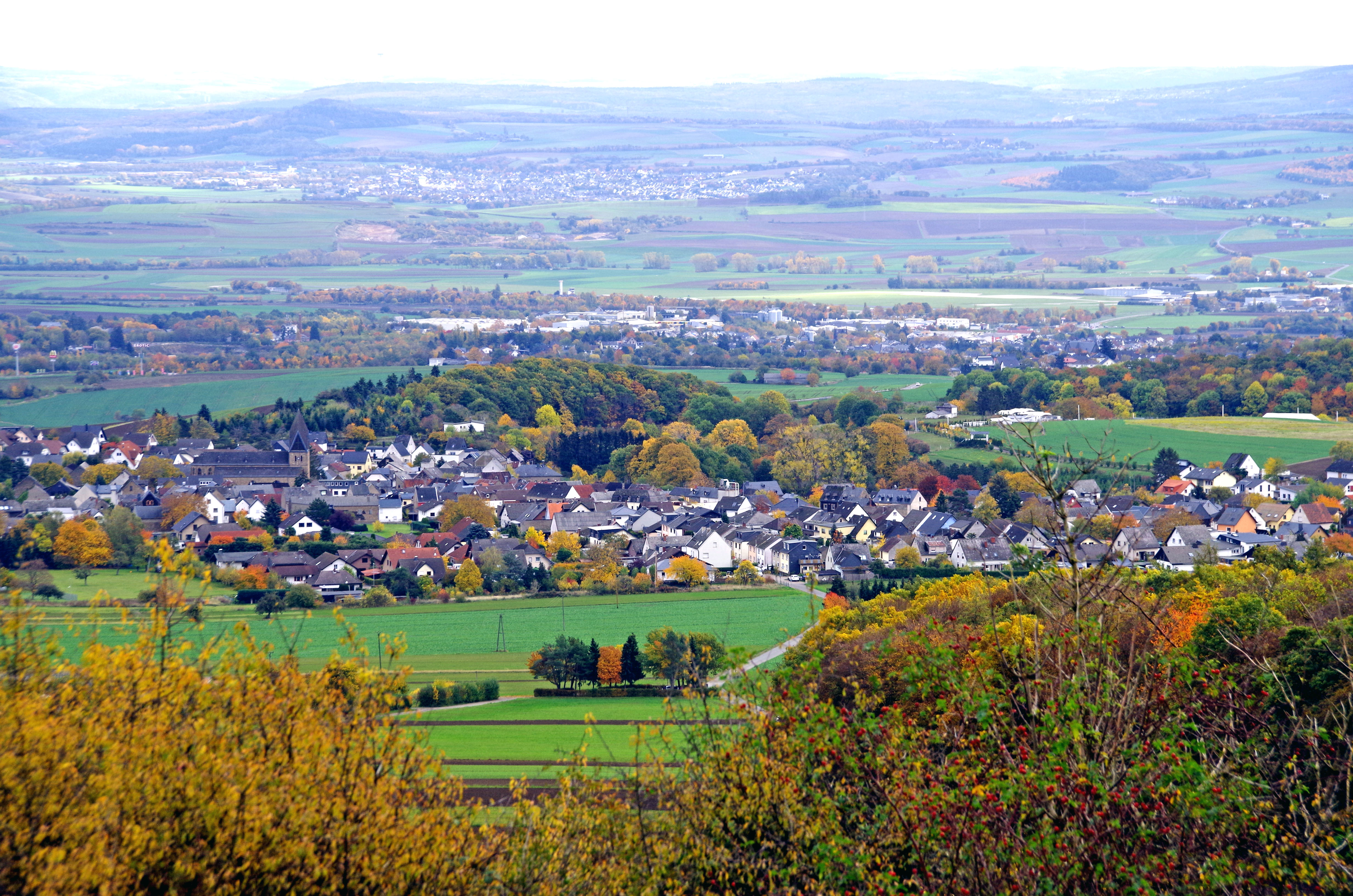
Bell (Mendig), Ortsansicht von Westen

Bell ist eine Ortsgemeinde im Landkreis Mayen-Koblenz in Rheinland-Pfalz. Sie gehört der Verbandsgemeinde Mendig an.
Seit dem 19. Jahrhundert sind die Beller für ihre Backofensteine, mit denen sie die qualitativen Beller Backofen bauten, weit über nationale Grenzen hin bekannt.

## Geschichte

### Namensursprung
Bell wird als „Belle“ in der Stiftungsurkunde des Klosters Laach 1093 erstmals erwähnt.
Welche Bedeutung der Ortsname Bell hat, lässt sich wegen mangelnder Quellen nicht mehr rekonstruieren. Einerseits könnte die idyllische Umgebung und somit eine Ableitung aus dem Französischen (franz. la belle = die Schöne) ausschlaggebend sein, andererseits existiert jedoch auch die Sage eines schönen Mädchens („Bella“), die als einen von drei Erbteilen neben ihren beiden Brüdern, denen Ober- und Niedermendig zugesprochen wurde, die Liegenschaften von Bell zugewiesen bekam. Auszuschließen ist jedoch eine Ableitung aus dem Englischen (engl. bell = Glocke) oder gar dem Latein (lat. bellum = Krieg).
Wahrscheinlicher ist es, dass der Name dem Keltischen entspringt, was dann „Ort auf der Höhe“ bedeuten würde. Durch die geographische Lage Bells scheint diese Vermutung am schlüssigsten. Allerdings müsste der Name dann schon wesentlich älter sein als die erste Erwähnung, da die Kelten im 2. und 1. Jahrhundert vor Christus die Eifelregion – und explizit auch die Gegend um Bell – besiedelten, was spätere Funde belegen.

## Politik

### Gemeinderat
Der Gemeinderat in Bell besteht aus 16 Ratsmitgliedern, die bei der Kommunalwahl am 9. Juni 2024 in einer personalisierten Verhältniswahl gewählt wurden, und dem ehrenamtlichen Ortsbürgermeister als Vorsitzendem.
| Wahl | SPD | CDU | FWG | WGR | Gesamt   |
| ---- | --- | --- | --- | --- | -------- |
| 2024 | –   | 4   | 12  | –   | 16 Sitze |
| 2019 | 2   | 5   | 9   | –   | 16 Sitze |
| 2014 | 6   | 10  | –   | –   | 16 Sitze |
| 2009 | 4   | 9   | 3   | –   | 16 Sitze |
| 2004 | 3   | 9   | 2   | 2   | 16 Sitze |

### Bürgermeister
Stefan Zepp (FWG) wurde 2019 Ortsbürgermeister von Bell. Bei der Direktwahl am 26. Mai 2019 war er mit einem Stimmenanteil von 62,40 % für fünf Jahre gewählt worden. Dabei setzte er sich gegen sein Vorgänger Bernd Merkler (CDU) durch, der das Amt 40 Jahre ausgeübt hatte. Bei der Direktwahl am 9. Juni 2024 wurde Zepp mit 84,1 % der Stimmen ohne Gegenkandidat in seinem Amt bestätigt.

### Wappen
Das heutige Gemeindewappen ist erst 1983 zum offiziellen Wappen der Gemeinde Bell erhoben worden. 
| Wappen von Bell | Blasonierung: „In silbernem Schild im Schildhaupt ein angeschobener, durchgehender, dreilätziger blauer Turnierkragen, darunter 3 (2:1) schrägrechts rote Hämmer.“ |
| Wappen von Bell | Wappenbegründung: Historisch geht das Wappen auf das Wappen des ersten für Bell urkundlich erwähnten Adelsgeschlecht derer zu Kolve zurück, welche die drei roten Hämmer auf silbernem Grund in diesem führten. Dies wiederum rührt daher, dass sie Nachfahren derer von Hammerstein auf Burg Hammerstein bei Neuwied waren. Eine Überlieferung aus dem Jahre 1336 des Siegels Hermanns von Bell ist Grundlage für die heutige Gestaltung des Wappens. Der Volksmund assoziiert die drei roten Hämmer auch mit den Werkzeugen der Backofenbauer, was aufgrund der Dorfgeschichte naheliegend ist. |

## Kultur und Sehenswürdigkeiten

### Kultur

#### Dialekte Beller Platt und „Läppe Tallep“
Der Beller Dialekt, das Beller Platt ist bis in die Nachkriegsjahre hinein von fast allen Bürgern des Dorfes einheitlich gesprochen worden. Durch verschiedene Faktoren hat der Gebrauch des Beller Platts jedoch stark abgenommen.
Der Dialekt war von vielen eigenen Begriffen, die meist mit dem Backofenbau zu tun haben, durchzogen, jedoch verschwanden diese Begriffe weitestgehend aus dem Sprachgebrauch, da in den 1950er-/1960er-Jahren die Tuffsteinöfen durch moderne Stahlöfen ersetzt wurden und somit die handwerklichen Ausdrücke nicht mehr benötigt wurden.
Eine Besonderheit des Dialektes ist das sogenannte „Läppe Tallep“, welches eine „Geheimsprache“ des Dorfes ist. Dadurch, dass die Backofen-Bauer oftmals lange Zeit in fremden Bäckersfamilien lebten, um dort einen Ofen zu errichten, entwickelten sie diese Sprachversion, um sich ungehört vom Auftraggeber unterhalten zu können. Das Prinzip des „Lepper Tallep“ besteht darin, dass ausgehend vom Beller Platt einzelne Silben oder Wörter rückwärts ausgesprochen wurden.
Durch den Rückgang des Backofenhandwerks wird diese Form des Beller Platts jedoch nicht mehr gesprochen und nur noch wenige Bürger des Dorfes beherrschen die korrekte Anwendung.
Zur Dokumentierung beider Sprachformen wurde 1996 von Karl Schneider ein Wörterbuch mit Audiokassette herausgegeben.

### Ortsbild
Im Ortskern von Bell finden sich noch viele alte Bauten aus dem 19. und beginnenden 20. Jahrhundert, die zum Teil unverputzt sind, so dass das Mauerwerk aus Lava- und Tuffstein zu sehen ist. Auch findet man vereinzelt sehr altes Fachwerk. Immer wieder mussten jedoch alte Bauten zugunsten verschiedener Erneuerungen weichen, was besonders am Beispiel des Ausbaus der L82 seit 1977 und diversen Erweiterungen der Hauptstraße zu sehen ist.
Siehe auch: Liste der Kulturdenkmäler in Bell

#### Burg Bell
Die Burg Bell (auch „de Buursch“) ist ein Gutshof am südöstlichen Ortsausgang, der aus einem Burghaus im Osten und um einen Hof herum im Osten, Süden und Westen errichteten Wirtschaftsgebäuden besteht und von dem Bellerbach im Norden begrenzt wird.
Erstmals wird 1267 ein auf Laacher Boden errichtetes „castellum“ urkundlich erwähnt, welches im gleichen Jahr den Herren zu Kolve zu Bell als Lehen  gegeben wurde. „Burg und Hus zu Belle“ wurden dann mit Zustimmung der Laacher 1336 dem Erzbischof Balduin von Trier übereignet. 1400 wurde das Gut  aufgrund eines Streits zwischen der Stadt Mayen und dem Ritter Rullmann von Bell verbrannt und abgerissen. Über die Architektur des ursprünglichen Baus sind keinerlei Dokumente erhalten. Weiterhin geht man davon aus, dass auf den Abriss des der Fehde zum Opfer gefallenen Gebäudes ein sofortiger Wiederaufbau erfolgte. 
Auch die Entstehung des heute noch erhaltenen Bruchsteinbaus ist unbekannt. Man weiß jedoch, dass das Burghaus im Jahre 1673 durch die Franzosen zerstört wurde und geht davon aus, dass sich die in den Basalttürbogen eingemeißelte Jahreszahl 1726 auf den Wiederaufbau dieses Schadens bezieht. Auf dem Keilstein der südöstlichen Tür befindet sich die Jahreszahl 1772, die als Datierung für den südlichen Anbau gelten könnte.
In den Jahren 1878/79 wurde das Burghaus erneut unter der Familie von Brewer umgebaut. Deren Familienwappen befindet sich über dem Keilstein der südöstlichen Türe. Es ist belegt, dass seit der Hochzeit von Karl-Josef von Brewer aus Niederlahnstein mit der Erbtochter Anna-Maria von Krümmel der Burghof in den Besitz derer von Brewers überging.
Bis 1862 war die Burg Sitz der Verwaltung von Bell, wurde dann durch das neue Verwaltungsgebäude für die Bürgermeisterei St. Johann in der Hauptstraße abgelöst.
Die Burg wurde 1976 von den Erben an die Familie Merkt verkauft, in deren Besitz sie sich noch heute befindet.

#### Gänsehalsturm
Auf dem 575 Meter hohen Gänsehals, der 2,5 Kilometer nordwestlich des Ortes liegt, befinden sich der Gänsehalsturm, eine Richtfunkanlage mit Aussichtsplattform und ein weiterer ehemaliger Aussichtsturm vom Ende des 19. Jahrhunderts.

#### Brunnen
Am 12. Juli 1985 wurde hinter dem Gemeindehaus ein Brunnen mit einer springenden Ziege aus Bronzeblech auf einem Lavastein eingeweiht. Bei der Ziege handelt es sich um die „Beller Jääß“ (Beller Ziege). Die Ziege wurde im Laufe der Zeit zu einer Art Sinnbild für Bell, da bis nach Ende des Zweiten Weltkriegs häufig Ziegen, die kostengünstiger als Kühe waren, als Haus- und Nutztiere in der Gemeinde gehalten wurden. So erhielten die Beller Bürger mit der Zeit den Spitznamen „Beller Jääße“.
Der Hasenbrunnen (auch „Hassebuhr“) liegt an der Brunnenstraße. Er ist die Quelle des Bellerbachs, der Richtung Mendig fließt. Das Datum der Ersterrichtung mit zwei Basaltbecken ist unbekannt. 1968 wurde er aus Beton komplett neu gestaltet. Der Brunnen hat vielen Generationen als Trinkwasserquelle, Waschplatz oder zur Erholung gedient.
Der Erlenbrunnen (auch „Erlebuhr“, „Saurebuhr“ oder „Eedel“ (nach einem Steinbruch in der Nähe) genannt) liegt zwischen Bell und Mendig und wurde 1809 erbaut. Es ist durch die Lage – zumindest im Volksdenken – nicht klar, welcher Gemeinde denn nun dieser Brunnen gehöre.

#### Alte Schule
Die Alte Schule (auch „de ahl Schull“) ist eigentlich das jüngste von drei Gebäuden, die in Bell als Schule genutzt wurden. Im Jahre 1789 wurde erstmals ein Schulgebäude errichtet, welches alten Berichten zufolge an der Ecke Kirchgasse/Hauptstraße gestanden haben muss. Dieses wurde jedoch 1797 wieder verkauft und es wurde direkt neben dem alten ein neues Schulhaus gebaut, welches neben einem Schulsaal im ersten Stock die Lehrerwohnung im Erdgeschoss beherbergte.
Aufgrund der Bevölkerungszunahme entschloss man sich im Jahre 1825 eine größere Schule zu bauen. Dieser Bau, der heute als Alte Schule bekannt ist, wurde noch vor dem Jahre 1826 von Johann Claudius von Lassaulx fertiggestellt und in einer zweiten Bauphase 1844 erweitert.
1983 wurde das Gebäude dann durch das Landesdenkmalamt unter Denkmalschutz gestellt.

#### Naturkundemuseum Maria Laach
Das Naturkundemuseum Maria Laach ist mit einer Fläche von etwa 1000 m² Deutschlands größtes Naturkundemuseum. Es befindet sich im Naturschutzgebiet Laacher See und gehört somit zur Abtei Maria Laach.
Auf zwei Stockwerken werden ca. 400 Präparate in naturgetreuen Dioramen nachgebildet und ausgestellt. Das Museum zeigt den jährlich rund 30.000 Besuchern nicht nur die einheimische Flora und Fauna, sondern vermittelt auch
Kenntnisse über ökologische Zusammenhänge und über den Arten- und Biotopschutz.
Das Gebäude wurde 1951 bis 1953 von den Laacher Mönchen als Exerzitienheim gebaut und bis 1980 als Schulungs- und Tagungsstätte genutzt. Nach der Schließung des Hauses im Jahre 1980 stand das Gebäude vier Jahre leer. 1984 pachtete Tierpräparator Klaus Ullenbruch sen. aus Bell das Anwesen. Nach zweijährigem Umbau wurde im Sommer 1986 das Museum eröffnet. Seitdem ist es immer weiter ausgebaut und erweitert worden.
Das Museum ist eine vom „Naturschutz Östliche Vordereifel gGmbH“ getragene gemeinnützige Einrichtung und wird als Familienbetrieb von der Familie Ullenbruch geführt.

## Wirtschaft und Infrastruktur

### Gemeindehaus
Auf dem ehemaligen Gelände des Laacher Hofs, der in den 1970er-Jahren abgerissen wurde, steht heute die Gemeindehalle von Bell. Das Bauwerk wurde im Juli 1983 eingeweiht.

### Kindergarten
Im Zuge des Umbaus der alten Schule in den Jahren 1986/87 wurden dort in einem Anbau Räumlichkeiten für einen Kindergarten gebaut. Dieser wurde dann im September 1987 eingeweiht.

### Schulen
Seit der Schließung der Schule in Bell im Jahre 1974 hat Bell keine eigene Schule mehr. Die Schüler der Klassen 1 bis 4 gehen nun nach Mendig in die Pfarrer-Bechtel-Grundschule. Weiterführende Schulen, in deren Einzugsbereich Bell liegt, sind:
- in Mendig:
  - Realschule Plus
- in Mayen:
  - das Megina-Gymnasium
- in Andernach:
  - Kurfürst-Salentin-Gymnasium
  - Bertha-von-Suttner-Gymnasium

### Gewerbegebiet
Das Gewerbegebiet „Am Rothen Berg“, welches mit einer Gesamtfläche von 5,87 ha am Ortsrand gelegen ist, hat eine direkte Anbindung an die Landesstraße L 82. Weiterhin sind Anbindungen an die A 61 und die B 412 sowie die B 262 (und somit auch an die A 48) schnell und gut erreichbar. Die nächstgelegenen Flughäfen sind Köln/Bonn und Frankfurt/Hahn, die nächsten Häfen befindet sich in Andernach und Koblenz, der nächste Containerbahnhof in Koblenz.

## Persönlichkeiten
- Heribert Raab (1923–1990), Historiker und Hochschullehrer